# 電子雪崩
電子雪崩 （electron avalanche）とは強い電場の中で自由電子が気体分子と衝突すると新たな電子が叩き出され、これが電場で加速されてさらに別の分子と衝突して加速度的に電子数が増える現象。
雷などの放電現象も電子雪崩によるものである。
電子雪崩を利用することによって、入力が非常に小さくても反応する計測機器を作ることが出来る。
これを利用してガス検知器や放射線検知器など極微量であっても有害な物を検出する装置に広く応用されている。

## 電子雪崩を利用した機器
- 比例計数管
- ガス電子増幅器
- 光電子増倍管
- ガイガー＝ミュラー計数管
- マイクロチャンネルプレート
- ナイトビジョン